# Geneviève de Galard
Geneviève de Galard, (Paris, 21 de abril de 1925 – 30 de maio de 2024) foi uma enfermeira militar francesa que, durante a Guerra da Indochina, foi cognominada "o Anjo de Dien Bien Phu".

## Biografia
As circunstâncias da Segunda Guerra Mundial obrigaram a sua família a deixar Paris e ir para Toulouse.
Geneviève de Galard obteve o diploma de enfermeira e tornou-se assistente de bordo na evacuação de feridos (convoyeuse) na força aérea francesa. A seu pedido foi colocada na Indochina a partir de maio de 1953, no coração da guerra que opõe as forças francesas às do Việt Minh.
Estacionada em Hanói, efectua evacuações sanitárias por avião a partir do aeroporto de Pleiku. A partir de janeiro de 1954, participa nas evacuações da Batalha de Dien Bien Phu. As suas primeiras vítimas transportadas são principalmente soldados que sofrem de doenças. Mas a partir de meio de março, a maior parte de entre eles são feridos de guerra. Às vezes os aviões sanitários da Cruz Vermelha devem poisar no meio das barragens de artilharia Việt Minh.
A 27 de março de 1954, o C-47 sanitário da Cruz Vermelha, com Geneviève de Galard a bordo, tenta aterrar de noite na curta pista de Dien Bien Phu. A aterragem é muito longa e o motor esquerdo do avião fica gravemente danificado. Não podendo o conserto ser feito no local por via das condições (terreno inapropriado), o avião é abandonado e, na madrugada, a artilharia Việt Minh destrói-o assim como a pista, tornando-os irreparáveis.
Geneviève de Galard apresenta-se então como voluntária para servir como enfermeira no hospital de campanha comandado pelo Doutor Paul Grauwin. Ainda que o pessoal médico masculino fosse inicialmente hostil – ela era a única mulher no campo – eles acabarão por fazer as adaptações de alojamento para ela. Também lhe arranjarão uma espécie de uniforme a partir de fatos-macaco camuflados, calças, sapatilhas e uma t-shirt. Geneviève de Galard fez o seu melhor em condições sanitárias irrisórias, consolando os que estavam a morrer e tentando manter o moral perante as perdas humanas crescentes. Mais tarde, muitos homens a elogiarão pelos seus esforços. 
A 29 de abril de 1954, Geneviève de Galard é feita cavaleiro da Legião de Honra e é condecorada com a Cruz de Guerra pelo comandante do campo entrincheirado de Dien Bien Phu, o General de Castries. No dia seguinte, durante a celebração da Batalha de Camerone, a festa da Legião Estrangeira, Geneviève de Galard é nomeada legionário de 1ª classe honorária ao lado do Tenente-coronel Bigeard, comandante do 
6º BPC.
As tropas francesas de Dien Bien Phu capitulam finalmente a 7 de maio de 1954. O Việt Minh autorizará entretanto de Galard e o pessoal médico a continuar a cuidar dos feridos. Geneviève recusará sempre qualquer cooperação, quando alguns Việt Minh começam a utilizar os medicamentos para o seu próprio uso, ela escondê-los-á na sua padiola. 
A 24 de maio de 1954, Geneviève de Galard é evacuada para Hanói, em parte contra a sua vontade.
A 29 de Julho de 1954, o presidente Eisenhower atribui-lhe a Medalha Liberdade (Medal of Freedom) por ocasião de uma cerimónia no roseiral da Casa Branca em Washington.
É elevada em 2008 à dignidade de Grande Oficial da Ordem Nacional do Mérito e em 2010 à dignidade de Grande Oficial da Legião de Honra.
Viveu em Paris com o seu marido, Jean de Heaulme – um oficial paraquedista que conheceu na Indochina – com quem casou a 14 de junho de 1956 na igreja dos Inválidos em Paris.

## Morte
Geneviève morreu no dia 30 de maio de 2024, aos 99 anos.